# Ишимово (Татарстан)
Ишимово (тат. Ишем) — деревня в Камско-Устьинском районе Татарстана. Входит в состав Кирельского сельского поселения.

## География
Находится в западной части Татарстана, в 18 км к юго западу от районного центра — посёлка Камское Устье, на речке Ишимка.

## История
Вблизи деревни располагается Ишимовское кладбище, на котором были обнаружены булгарские надгробия золотоордынского периода.
Основана в XVII веке как выселок из села Большие Кляри. Первоначальное название Новые Кляри. 
В XVIII — первой половине XIX века жители относились к сословию государственных крестьян. Их основные занятия в этот период — земледелие и разведение скота, были распространены кузнечный, печной, лесопильный, плотничный и портняжный промыслы, торговля.
В «Списке населенных мест по сведениям 1859 года», изданном в 1866 году, населённый пункт упомянут как казённая деревня Новые Кляри (Ишимова, Новые Ключи) 1-го стана Тетюшского уезда Казанской губернии. Располагалась при речке Кляре, по левую сторону Лаишевского торгового тракта, в 30 верстах от уездного города Тетюши и в 3 верстах от становой квартиры в казённом селе Новотроицкое (Сюкеево). В деревне, в 116 дворах жили 659 человек (319 мужчин и 340 женщин).
В 1896 году в деревне была построена деревянная мечеть (закрыта в 1931 г.).
В начале XX века здесь также действовали мектеб, водяная мельница, кузница, крупообдирка, 4 мелочные лавки. В этот период земельный надел сельской общины составлял 1664,9 десятин.
В деревне также проживали крещёные татары (44 человека).
До 1920 года деревня входила в Сюкеевскую волость Тетюшского уезда Казанской губернии. С 1920 года в составе Тетюшского кантона ТАССР. С 14 февраля 1927 года в Камско-Устьинском, с 1 февраля 1963 года в Тетюшском, с 12 января 1965 года в Камско-Устьинском районах.
В 1930 году в деревне был организован первый колхоз, с 1970 года деревня в составе совхоза «Камско-Устьинский» (село Кирельское), в 1994—2003 годах — коллективного предприятия «Камско-Устьинский», в 2003—2007 — сельскохозяйственного производственного кооператива «Камско-Устьинский».

## Население
| 1782 | 1859 | 1897 | 1908 | 1920 | 1926 | 1938 | 1949 | 1958 | 1970 | 1979 | 1989 | 2002 | 2010 | 2017 |
| ---- | ---- | ---- | ---- | ---- | ---- | ---- | ---- | ---- | ---- | ---- | ---- | ---- | ---- | ---- |
| 130  | 659  | 1053 | 1225 | 1129 | 795  | 650  | 474  | 304  | 220  | 165  | 100  | 82   | 64   | 61   |

Национальный состав села — татары.

## Экономика
Жители занимаются в основном сельским хозяйством в отделении «Кирельское» филиала №1 общества с ограниченной ответственностью «Агрофирма «Нармонка».

## Инфраструктура
В деревне действуют клуб, фельдшерско-акушерский пункт.